# Sergejs Kožans
Sergejs Kožans (* 16. Februar 1986 in Riga) ist ein lettischer Fußballspieler. Der Abwehrspieler ist zurzeit vereinslos.

## Karriere
Sergejs Kožans begann seine Karriere zunächst in der Jugend von Skonto Riga in seiner Heimatstadt Riga. Im Alter von 19 bzw. 20 Jahren spielte Kožans seine erste Profisaison im Trikot von Skonto. Beim Lettischen Erstligisten und Rekordmeister des Landes kam er auf insgesamt 51 Einsätze, wobei er 5 Tore erzielen konnte.
In der Sommerpause 2009 wechselte Kožans gemeinsam mit seinem Teamkollegen Ivans Lukjanovs nach Polen zum Erstligisten Lechia Gdańsk. Beim Verein aus Pommern unterschrieb er einen Vertrag über drei Jahre. Im Sommer 2012 wurde sein auslaufender Vertrag nicht verlängert.
2011 wurde er auch für die Lettische Fußballnationalmannschaft nominiert, kam jedoch nicht zum Einsatz.